# Kurzova rozhledna
Kurzova rozhledna je kamenná turistická vyhlídková věž na vrcholu hory Čerchov (1042 m), nejvyššího vrcholu Českého lesa na pomezí katastrů obcí Pec a Česká Kubice v okrese Domažlice.

## Původní dřevěná rozhledna
20. května 1893 podnikli Dr. Vilém Kurz a Vratislav Pasovský, iniciátoři stavby Petřínské rozhledny v Praze, doprovázeni společností z Prahy v počtu 53 osob, klubový svatodušní výlet do Domažlic a chodského Pošumaví s cílem založit v Domažlicích odbor Klubu českých turistů. To se jim podařilo a již v roce 1894 vznikla na vrcholu Čerchova (1042 m n. m., nejvyšší hora Českého lesa) první dřevěná rozhledna. Byla to 17 m vysoká, třípatrová dřevěná trámová věž a byla vystavěna za pouhých 33 dnů rozpočtem 558,91 zlatých podle plánů tesaře Jana Zelenaka. Otevřena byla 15. července 1894. Financemi se podílel p. Jiří hrabě ze Stadionů společně s Klubem českých turistů. U příležitosti slavnostního otevření věže z Domažlic do České Kubice byl vypraven zvláštní vlak. Na Čerchově pronesl dojemnou řeč Dr. Vilém Kurz. Z věže zazněla pozdější hymna Kde domov můj. P. Jiří, hrabě ze Stadionů, připravil při zpáteční cestě v Caparticích pohoštění.
Po deseti letech bylo však třeba dřevěnou, zčásti zetlelou rozhlednu z důvodu bezpečnosti strhnout a bylo rozhodnuto vybudovat rozhlednu zděnou.

## Vznik Kurzovy rozhledny
Původní dřevěná věž byla nahrazena zděnou, kterou tvořila ji 19 m vysoká kamenná věž z kyklopského zdiva zakončená prosklenou dřevěnou vyhlídkovou nástavbou, jejíž vrchol dosahoval ještě o dalších 6 metrů výše. Projekt vypracoval Vratislav Pasovský, financemi se podílel hrabě Stadion společně s Klubem českých turistů, domažlickou spořitelnou, městem Domažlice a mnoha dalšími. Základní kámen této rozhledny byl položen 23. května 1904 a dne 16. července 1905 byla rozhledna slavnostně otevřena. Toho se však již Dr. Vilém Kurz nedožil. Na památku této vůdčí osobnosti počátků činnosti Klubu českých turistů a jednoho z iniciátorů stavby věže dostává rozhledna jméno Kurzova. Na památku dr. Viléma Kurze byla na rozhlednu umístěna jeho pamětní deska. V blízkosti rozhledny byly postaveny dvě turistické chaty, jedna z nich nesla jméno druhého z iniciátorů stavby rozhledny Vratislava Pasovského.

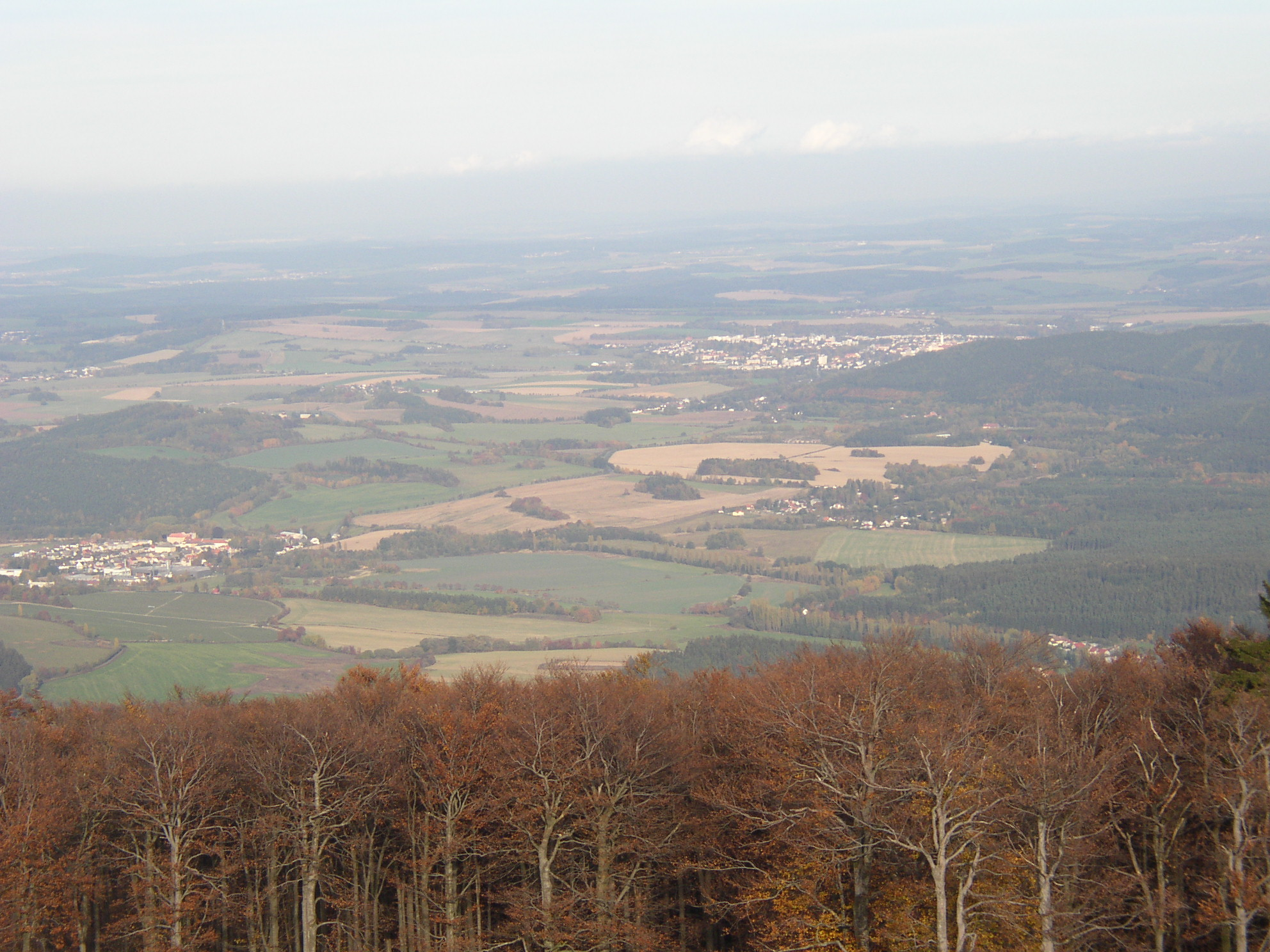
Pohled z Kurzovy rozhledny na Domažlice

## Konfiskace německou armádou
V roce 1938 byla rozhledna zkonfiskována německou armádou, která ji využívala jako strážní věž.

## Konfiskace ČSLA
Po válce byla rozhledna vrácena původnímu účelu, ale 1. 4. 1950 zde bylo zřízeno výcvikové středisko SNB a v dalším období rozhledna sloužila armádě. Pasovského chata byla zbourána, nedaleko rozhledny byla postavena nejdříve laminátová hala s radary, později odposlechová věž a další vojenské objekty.

## Obnovení
Po dlouhém úsilí byla v r. 1999 rozhledna vrácena Klubu českých turistů, jemuž se podařilo provést na základě veřejné sbírky obnovu zchátralého objektu. Pamětní deska dr. Viléma Kurze byla znovu pozlacena. V roce 2005 proběhla za značné publicity oslava sto let existence rozhledny. Na rozhledně je v prodeji turistická známka č.341. Občerstvení se nachází v nedalekém původně vojenském objektu, který připomíná atmosféru KVČ v kasárnách ČSLA.

## Přístup
Nejlépe se lze k rozhledně dostat z parkoviště v Caparticích, které leží vpravo od hlavní silnice vedoucí k hraničnímu přechodu s Německem Lísková. Odtud je to pěšky na vrchol po značené cestě zhruba čtyři kilometry s převýšením 320 metrů.
K úpatí hory cesta vede po asfaltové silničce, dále pak na vrchol po cestě ze silničních panelů, kterými ČSLA nahradila původní cestu vybudovanou hrabětem Stadionem. Tato přístupová cesta je vhodná i pro cyklisty, kteří jí hojně využívají.
Nejbližší železniční zastávka v Trhanově je vzdálená přibližně osm kilometrů. Dalšími výchozími místy jsou Česká Kubice a Pec pod Čerchovem.

## Výhled
Z ochozu rozhledny se otevírá výhled k severu na Přimdu, Slavkovský les a Doupovské hory, na SV na Plzeň, Radyni a Brdy, na východě na blízkou obec Pec pod Čerchovem, Koráb, Jihočeské pánve a JE Temelín, na JV na Dlouhou skálu a další vrcholy Českého lesa a dále na Šumavu s vrcholy Velký Javor, Roklan, Luzný a Ostrý, na jihu až západě na německou část Českého lesa a příhraničí. Za mimořádně výborné dohlednosti jsou na jihu vidět Alpy s Dachsteinem a na severu Krušné hory.